# Cirrhilabrus tonozukai
Cirrhilabrus tonozukai là một loài cá biển thuộc chi Cirrhilabrus trong họ Cá bàng chài. Loài này được mô tả lần đầu tiên vào năm 1999.

## Từ nguyên
Từ định danh tonozukai được đặt theo tên của Takamasa "Tono" Tonozuka, nhiếp ảnh gia dưới nước đến từ đảo Bali, người đã cung cấp nhiều ảnh chụp các loài cá cho cả hai tác giả Allen và Kuiter, bao gồm cả loài này.

## Phạm vi phân bố và môi trường sống
C. tonozukai được biết đến tại vùng biển phía đông bắc đảo Sulawesi (Indonesia) và quốc đảo Palau. Loài này sống gần các rạn san hô trên nền đáy cứng (nhiều đá sỏi) và có tảo phát triển, thường tập trung ở khu vực có dòng chảy mạnh, độ sâu khoảng 15–40 m.

## Phân loại học
C. tonozukai nằm trong một nhóm phức hợp loài cùng với các loài Cirrhilabrus cyanogularis, Cirrhilabrus filamentosus và Cirrhilabrus rubripinnis, đặc trưng bởi các tia gai vươn dài ở vây lưng, vây bụng dài và lớp vảy xanh lam óng dưới ngực.

## Mô tả

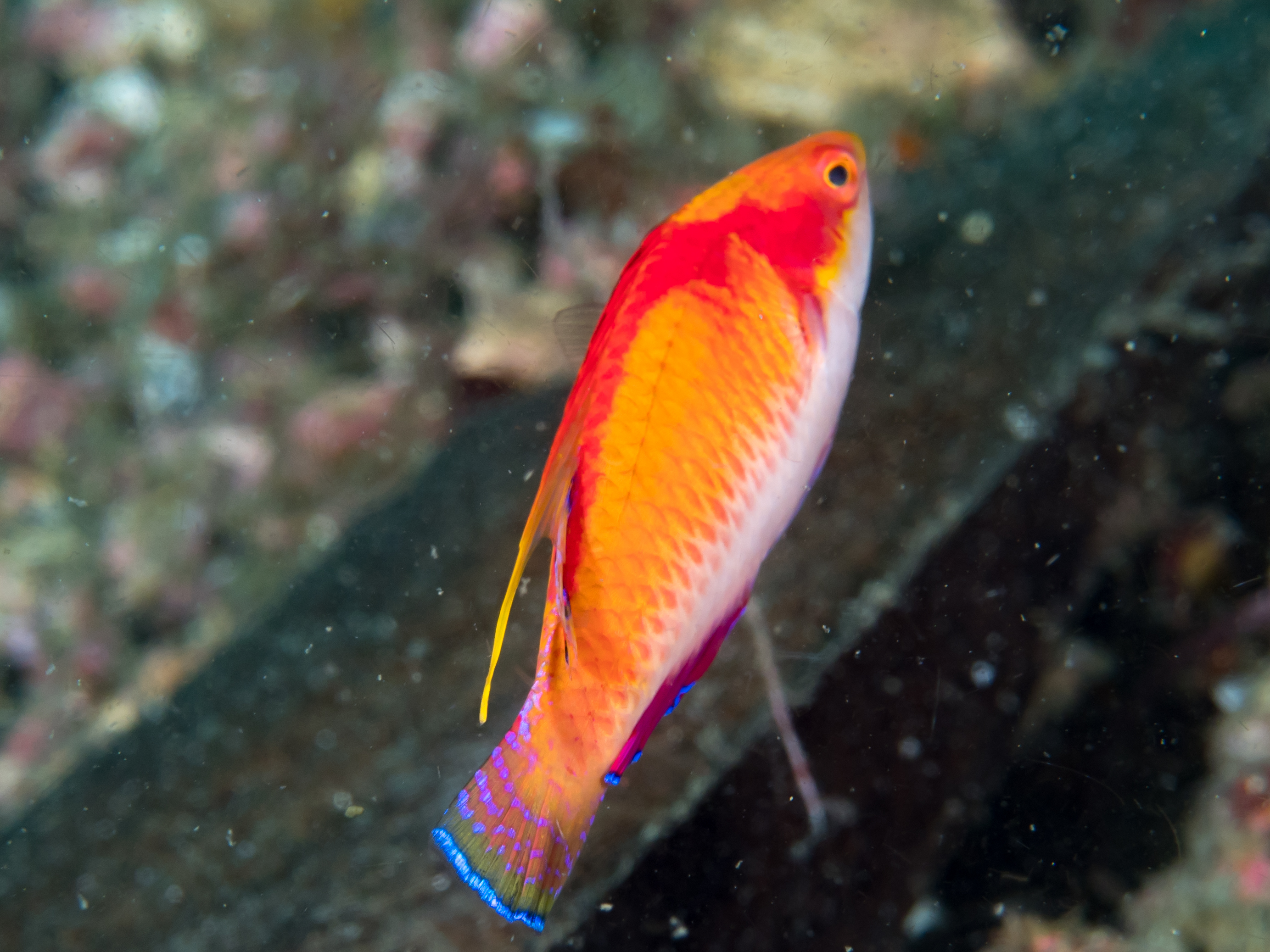
Cá đực

Chiều dài lớn nhất được ghi nhận ở C. tonozukai là 7,5 cm. Cá con và cá cái có kiểu hình màu sắc tương tự như nhiều loài khác trong chi nên việc xác định cá cái sẽ dựa vào sự xuất hiện của con đực trong bầy.
Cá đực có màu cam tươi, nhạt dần về phía bụng. Đầu có một vệt màu đỏ ngay dưới mắt, lan rộng xuống gốc vây ngực và phần trước của lưng, nổi rõ hơn khi chúng bước vào mùa sinh sản. Tia gai sau ở vây lưng vươn dài thành sợi vây, thường không dài qua vây đuôi. Vây lưng có màu cam nhạt, phần gốc vây có một hàng các đốm màu xanh óng, mỗi đốm nằm trên một màng vây; phần vây sau có một vệt đỏ gần gốc, phía trên có các vệt màu xanh lam. Vây hậu môn có màu đỏ tía, được viền màu xanh óng ở rìa. Vây bụng có màu đỏ và dài, chạm được đến vây hậu môn. Vây đuôi trong mờ, có màu vàng đến đỏ cam.
Cá đực mùa giao phối xuất hiện một vùng màu trắng ở sau gốc vây ngực (vùng trắng này có thể lan rộng về phía đuôi). Vệt đỏ ở đầu và trước lưng chuyển sang màu đỏ thẫm. Các vệt xanh lam trên vây lưng và vây đuôi ánh màu xanh óng.
Số gai ở vây lưng: 11; Số tia vây ở vây lưng: 9; Số gai ở vây hậu môn: 3; Số tia vây ở vây hậu môn: 9; Số gai ở vây bụng: 1; Số tia vây ở vây bụng: 5.

## Sinh thái học
Cá con và cá cái sống theo từng nhóm nhỏ, đôi khi xuất hiện một vài con đực có kích thước trội hơn ở trong nhóm.

## Thương mại
C. tonozukai được thu thập trong ngành buôn bán cá cảnh, và được bán với giá 60 USD một con tại Hoa Kỳ.